# Sonhar com Leões
Sonhar com Leões é um futuro filme luso-brasileiro do gênero tragicomédia, dirigido e roteirizado por Paolo Marinou-Blanco. Produzido pela Capuri Filmes, o longa é protagonizado por Denise Fraga e tem estreia prevista para 2025.
A produção foi selecionada para o 53º Festival de Cinema de Gramado, onde integra a mostra competitiva nacional de longas-metragens brasileiros.

## Sinopse
Gilda, uma imigrante brasileira vivendo em Lisboa, chegou ao fim da linha. Com uma doença terminal e apenas um ano de vida pela frente, seu único desejo é morrer enquanto ainda é ela mesma — ainda tem sua dignidade, e sem dor.

## Elenco
| Ator/Atriz          | Personagem   |
| ------------------- | ------------ |
| Denise Fraga        | Gilda        |
| João Nunes Monteiro | Amadeu       |
| Joana Ribeiro       | Isa          |
| Sandra Faleiro      | Eva          |
| Felipe Rocha        | pai de Gilda |
| Roberto Bomtempo    | Lúcio        |
| Victoria Guerra     | Laurinda     |